# Салаковци
Салаковци (итал. Salaco) је насељено место у Републици Хрватској у Истарској жупанији. Административно је у саставу града Лабина.

## Становништво
Према последњем попису становништва из 2001. године у насељу Салаковци живела су 52 становника који су живели у 14 породичних домаћинстава.
Кретање броја становника по пописима 1857—2001.
| година пописа  | 1857. | 1869. | 1880. | 1890. | 1900. | 1910. | 1921. | 1931. | 1948. | 1953. | 1961. | 1971. | 1981. | 1991. | 2001. |
| бр. становника | 0     | 0     | 80    | 39    | 43    | 56    | 0     | 0     | 99    | 98    | 91    | 64    | 79    | 51    | 52    |

Напомена:У 1857, 1869, 1921. и 1931. подаци су садржани у насељу Рипенда Врбанци. Од 1890. до 1910. исказивано као део насеља.